# Anima Christi

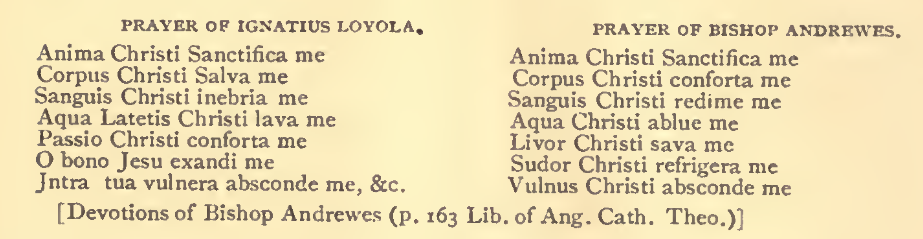
Tekst modlitwy

Anima Christi – modlitwa katolicka, której treść żywo nawiązuje do katolickiej koncepcji Eucharystii (Ciało i Krew Chrystusa), chrztu (woda z boku) oraz męki Pańskiej (Jego święte rany). Często jest odmawiana czy śpiewana po Komunii świętej, jednak jej tekst nie odpowiada treści obrzędu Uwielbienia po Komunii i nie jest to praktyka poprawna.

## Historia
Modlitwa powstała na początku XIV wieku, a jej prawdopodobnym autorem jest papież Jan XXII, choć autorstwo to jest niepewne. Nazwa modlitwy pochodzi od jej pierwszych słów w języku łacińskim – Anima Christi, czyli „Duszo Chrystusowa”. Powszechnie uważało się, że Anima Christi jest modlitwą św. Ignacego Loyoli, gdyż umieścił ją na początku swoich „Ćwiczeń Duchownych” i często do niej się odwoływał. Przypisywanie autorstwa Ignacemu jest jednak błędne, gdyż modlitwa ta została znaleziona w księgach drukowanych jeszcze za czasów młodości Ignacego oraz w manuskryptach napisanych niemal na wiek przed jego urodzeniem (1491). Angielski hymnolog James Mearns znalazł Anima Christi w manuskrypcie Muzeum Brytyjskiego z roku 1370. Z kolei w awiniońskiej bibliotece został zachowany modlitewnik kardynała Piotra Luksemburskiego, zmarłego w roku 1378, który zawiera treść modlitwy Anima Christi praktycznie w tej samej formie, jaka jest nam znana dzisiaj. Tekst modlitwy został także znaleziony na jednej z bram sewilskiego alkazaru, rozbudowanego przez Piotra I Okrutnego w latach 1350–1369. Anima Christi była tak dobrze znana w czasach św. Ignacego, że w pierwszym wydaniu „Ćwiczeń Duchownych” jest jedynie wzmiankowana, ewidentnie zakładając jej znajomość przez podejmującego ćwiczenia. Jej pełny tekst został załączony dopiero w kolejnych wydaniach.
Wstęp do Mszału Rzymskiego z 1570 roku podaje, że celebrans w drodze od ołtarza do zakrystii
powinien recytować antyfonę Śpiewajmy hymn trzech młodzieńców wraz z kantykiem
Błogosławcie Pana. W Gratiarum Actio post Missam w tym mszale okok kilku innych znajduje się też modlitwa Anima Christi. Po Soborze Watykańskim II w Mszale Pawła VI tych modlitw już nie ma, zmieniło się bowiem rozumienie aktu uwielbienia po Komunii św..
Polski tekst Anima Christi został przetłumaczony przez ks. F.X. Głodkiewicza i zamieszczony w śpiewniku z roku 1867.